# Human Hamoudi
Humam Hamudi (ar. همام حمودي) – iracki polityk, członek Najwyższej Rady Islamskiej w Iraku (ISCI, Islamic Supreme Council of Iraq), szyickiej partii politycznej.
Human Hamoudi jest irackim politykiem i jednym z głównych członków ISCI. Po obaleniu Saddama Husajna, w 2005 stał na czele Komisji Konstytucyjnej, opracowującej projekt nowej konstytucji Iraku. W późniejszym czasie stał na czele Komisji Spraw Zagranicznych irackiego parlamentu oraz Komisji ds. Rewizji Konstytucji, zajmującej się opracowywaniem poprawek do konstytucji.